# ナショナル・フィルハーモニック管弦楽団
ナショナル・フィルハーモニック管弦楽団（National Philharmonic Orchestra）は、イギリス・ロンドンにあるレコーディング専門のオーケストラである。

## 解説
1960年代から活動していた録音用オーケストラを母体に、1970年にシドニー・サックスをリーダーとして設立。オペラ・バレエや映画音楽などをRCAレーベルやデッカ・レーベルにレコーディングしており、レオポルド・ストコフスキー、ジャナンドレア・ガヴァッツェーニ、ジュゼッペ・パターネ、ブルーノ・バルトレッティ、ニコラ・レッシーニョ、ペーター・マーク、リチャード・ボニング、ロリス・チェクナヴォリアン、ジェームズ・レヴァイン、ロリン・マゼール、リッカルド・シャイー、ゲオルク・ショルティらが録音している。
また、映画音楽の録音にも多数起用されており、代表的なものにジェリー・ゴールドスミスの『エイリアン』や『スーパーガール』、『トータル・リコール』、バーナード・ハーマンの自作自演集などがある。